# دادمیش
دادمیش (اوگاریتی: 𐎄𐎄𐎎𐎌، ddmš) یا Tadmiš (dta-ad-mi-iš) الهه‌ای بود که در اوگاریت پرستش می‌شد.

## شناسایی
به نظر مایکل سی. آستور املای هجایی بازتاب فونتیک هوری است.

## منشا
منشا دادمیش نامشخص است.

## شخصیت
شخصیت دادمیش نامشخص است.

## دادمیش در متن‌های اوگاریتی
در حالی که او گسترده پرستش می‌شد اما در اسطوره‌های اوگاریتی غایب است.